# Difluor
Le difluor (F2) est un corps simple diatomique, dont les molécules sont constituées de deux atomes de fluor.
Dans les conditions normales de température et de pression, le difluor est un gaz jaune pâle, d'odeur irritante, difficile à liquéfier. Il attaque les muqueuses, la peau, les dents et les yeux. Le difluor est l'un des corps les plus réactifs de toute la chimie, toutes ses réactions sont fortement exothermiques. Il réagit pratiquement avec toutes les substances sauf trois gaz rares (l'hélium, le néon et l'argon), quelques polymères organiques fluorés (notamment les téflons) et certains alliages spéciaux. Associé à d'autres composants chimiques, dont l'isopropanol, il entre dans la fabrication du gaz sarin.
Ce gaz fut isolé en 1886 par le chimiste français Henri Moissan.

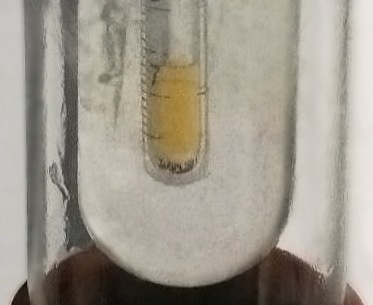
Difluor liquide